# Чивецано
Чивецано (итал. Civezzano) је насеље у Италији у округу Тренто, региону Трентино-Јужни Тирол.
Према процени из 2011. у насељу је живело 1854 становника. Насеље се налази на надморској висини од 479 м.

## Становништво
Према резултатима пописа становништва 2011. у општини је живело 3.904 становника.
| 1931. | 1936. | 1951. | 1961. | 1971. | 1981. | 1991. | 2001. | 2011. |
| ----- | ----- | ----- | ----- | ----- | ----- | ----- | ----- | ----- |
| 2.763 | 2.699 | 2.615 | 2.558 | 2.491 | 2.671 | 2.794 | 3.113 | 3.904 |

## Партнерски градови
- Унтергрисбах